# Ada Hayden
Ada Hayden (14 de agosto de 1884 - 12 de agosto de 1950) fue una botánica y conservadora estadounidense, educadora, y conservacionista. Fue conservadora del Herbario de la Universidad Estatal de Iowa, el cual, en 1988, fue rebautizado Herbario Ada Hayden (ISC) en su honor. Durante su carrera, añadió más de 40 000 especímenes botánicos al herbario.
Sus estudios y trabajos de conservación fueron particularmente importantes en asegurar la preservación de la comunidad de praderas de hierbas altas. La Reserva de Pradera Hayden Prairie fue también nombrada en su honor. Fue miembro activa de la Sociedad Ecológica de América durante muchos años.

## Niñez y educación
Ada nació el 14 de agosto de 1884, cercano a Ames, Iowa; de Maitland David Hayden y Christine Hayden. Mientras todavía se educaba en la media, Louis Hermann Pammel devino mentor de Ada.
En 1908, obtuvo una licenciatura por la Universidad Estatal de Iowa, estudiando botánica; en 1910, la maestría por la Universidad de Washington en San Luis; y, un Ph.D. por la Iowa State, en 1918. Fue la primera mujer y cuarta persona en recibir un doctorado de la Universidad Estatal de Iowa.

## Carrera
Desde 1911, Hayden enseñó botánica, como instructora en la Iowa State. Fue designada profesora asistente de botánica en 1920; y, desde 1934, profesora asistente de investigaciones en la Estación Experimental Agrícola (Región de Lagos) y conservadora del herbario. Trabajó estrechamente con Louis Pammel y Charlotte King, contribuyendo a la "Weed Flora of Iowa" (1926) y "Honey Plants of Iowa" ("Plantas de Miel de Iowa") (1930).
Se concentró en la comunidad de praderas de hierbas de la región de los lagos, y se acreditó como "posiblemente la mejor flora nativa publicada… de cualquier parte de Iowa". Fue una temprana defensora de la preservación de las comunidades de praderas, escribiendo y hablando en su favor. En 1944, ella y J. M. Aikman lanzaron un informe que identificaba áreas posibles de pradera preservable, en Iowa. Y, Hayden devino directora del "Proyecto de Praderas". Sistemáticamente desarrolló una base de datos de la información pertinente para decisiones como la adquisición de tierras, trabajando con la Comisión de Conservación Estatal (SCC) para adquirir áreas de praderas relictas.
Ada falleció de cáncer en 1950.

## Honores

### Eponimia
El Hayden Prairie, la primera área dedicada a la conservación ecológica, bajo la Ley de 1965 Reservas Estatales, fue nombrado con su epónimo. Ames Iowa's Ada Hayden Heritage Park también la honra con su epónimo.